# Фалкон-Лейк-Естейтс (Техас)
Фалкон-Лейк-Естейтс (англ. Falcon Lake Estates) — переписна місцевість (CDP) в США, в окрузі Сапата штату Техас. Населення — 962 особи (2020).

## Географія
Фалкон-Лейк-Естейтс розташований за координатами 26°52′16″ пн. ш. 99°15′26″ зх. д. / 26.87111° пн. ш. 99.25722° зх. д. (26.871111, -99.257285).  За даними Бюро перепису населення США в 2010 році переписна місцевість мала площу 3,97 км², з яких 1,74 км² — суходіл та 2,24 км² — водойми.

## Демографія
Згідно з переписом 2010 року, у переписній місцевості мешкало 1036 осіб у 319 домогосподарствах у складі 253 родин. Густота населення становила 261 особа/км².  Було 484 помешкання (122/км²).
Расовий склад населення:
| - 94,7 % — білих - 0,8 % — азіатів - 0,1 % — корінних американців - 0,1 % — чорних або афроамериканців - 3,9 % — осіб інших рас |

До двох чи більше рас належало 0,5 %. Частка іспаномовних становила 82,5 % від усіх жителів.
За віковим діапазоном населення розподілялося таким чином: 37,7 % — особи молодші 18 років, 54,4 % — особи у віці 18—64 років, 7,9 % — особи у віці 65 років та старші. Медіана віку мешканця становила 28,5 року. На 100 осіб жіночої статі у переписній місцевості припадало 102,7 чоловіків;  на 100 жінок у віці від 18 років та старших — 94,3 чоловіків також старших 18 років.
Середній дохід на одне домашнє господарство  становив 58 436 доларів США (медіана — 49 453), а середній дохід на одну сім'ю — 62 018 доларів (медіана — 51 429). Медіана доходів становила 66 683 долари для чоловіків та 44 091 долар для жінок. За межею бідності перебувало 26,4 % осіб, у тому числі 32,4 % дітей у віці до 18 років та 17,5 % осіб у віці 65 років та старших.
Цивільне працевлаштоване населення становило 473 особи. Основні галузі зайнятості: сільське господарство, лісництво, риболовля — 34,5 %, освіта, охорона здоров'я та соціальна допомога — 23,7 %, транспорт — 14,8 %, будівництво — 6,6 %.